# 林志潔
林志潔（1973年10月19日—），中華民國政治人物、民主進步黨籍、科技法律學者，台灣雲林縣人，北一女、台大法律、台大法律研究所畢業，杜克大學法學博士，現任國立陽明交通大學科技法律學院特聘教授。
2023年6月獲民主進步黨以「民主大聯盟」模式徵召參選新竹市選舉區立法委員，獲83,298票，是該黨在2016年後新竹市立委選區的最高得票。

## 早年生活
林志潔於1973年10月19日出生在雲林縣莿桐鄉的軍公教家庭。父親林弘正曾任法務部調查局新竹市調查站主任，母親為國中高中英文老師。
林志潔自小在雲林和台北長大，就讀臺北市第一女中期間，父親因涉入獨台會案辭去新竹市調查站主任。當時，身為長女的林志潔曾寫家書安慰父親。
林志潔先後就讀北一女、台灣大學法律系與法律研究所畢業，並應屆考上律師。執業數年後，林志潔取得公費留學資格，獲美國杜克大學法學碩士與博士學位，於新竹交通大學科法所任教，專長領域為白領犯罪與財經刑法，性別平權研究，金融監理與企業人權。

## 職業經歷
曾擔任法官評鑑委員、檢察官評鑑委員、司法院法官遴選委員、司法院檢察官遴選委員、亞洲法與社會學會主席、美國聖塔克魯斯大學客座教授、美國杜克大學兼任講師、國立交通大學科技法律學院金融監理與公司治理研究中心主任、總統府司法改革國是會議委員、《月旦法學雜誌》副總編輯等職務。
曾獲美國傅爾布萊特計畫獎助、交通大學傑出教學獎、國科會優秀年輕學者研究計畫獎助，並為政府、產業與各界邀請擔任科技刑法、財經刑法與性別平權之講座。
2017年起擔任金融消費評議中心的董事，2020年接任董事長，為無給職。

## 政治經歷
2017年林志潔在擔任總統府司法改革國是會議委員時，主張司法應有人的改革、制度的改革跟法律的改革，包含《優生保健法》、通姦除罪化、司法引渡等相關議題，並強調應重視：羈押防逃、洗錢防制、法人犯罪、反貪腐等相關面向。
林志潔任中央廉政委員時，於中央廉政委員會會議中表達，地方首長、民代在參選前，實應具備基礎法律知能與廉政概念，並經過廉政檢核；並提案「依臺美21世紀貿易倡議之建議增進我國立法程序之透明」，建議制定法規時能有預期，讓中小企業、受影響的團體與一般民眾有所準備，避免潛規則導致貪腐的發生，或企業遭受法律變化的突襲，影響企業運作與法規成效。
2020年，林志潔於法務部人權工作小組第18次會議時，提出「精神疾病犯罪之法制改革」及「少年感化教育之多元教育與性別平權原則」2個臨時提案。
2023年6月22日，林志潔接受民進黨「民主大聯盟」徵召參選新竹市選舉區立法委員，並取消續任金融消費評議中心董事長之職。參選的動機在於，她在新竹市生活18年，希望透過國際觀及科技產業背景，讓該市發展更多元。
2023年11月20日，在姚立明與柯建銘陪同下，前往選委會完成參選登記。
2023年立委競選競選時期，林志潔提出六大安全、三大保證相關政見。

## 著作
- 林志潔. . 臺灣: 元照. 2014-08. ISBN 9789862552087.
- 林志潔. . 臺灣: 元照. 2015-04. ISBN 9789862555682.
- 林志潔. . 臺灣: 元照. 2017-09. ISBN 9789862558904.
- 林志潔、張天一、莊詔雯、黃嵙鼎、李岳軒、孫永蔚. . 臺灣: 元照. 2019-02. ISBN 9789575110673.

## 家庭
林志潔的配偶是同為陽明交通大學科技法律研究所教師的陳鋕雄。陳在參選科技法律學院院長時，受到民主進步黨籍立法委員柯建銘的幫助，這是林志潔後來接受民主進步黨徵召參選立委的原因之一。

## 選舉紀錄
| 年度 | 選舉屆數             | 選舉區       | 所屬政黨   | 得票數 | 得票率 | 當選標記 | 備註 |
| ---- | -------------------- | ------------ | ---------- | ------ | ------ | -------- | ---- |
| 2024 | 第十一屆立法委員選舉 | 新竹市選舉區 | 民主進步黨 | 83,298 | 31.89% |          |      |

## 外部連結
- 林志潔的Facebook專頁
- 國立陽明交通大學科技法律學院>專任教師 林志潔 特聘教授 （页面存档备份，存于）
- 林志潔2024民進黨新竹市候選人政見 （页面存档备份，存于）